# A chi mi dice (Blue)
A chi mi dice è un singolo della boy band britannica Blue, pubblicato il 31 maggio 2004. Si tratta di un adattamento in italiano del brano Breathe Easy, tratto dal loro terzo album Guilty, composto dal cantante italiano Tiziano Ferro.

## Descrizione
Maggiore successo del gruppo in Italia, A chi mi dice ha esordito in classifica italiana direttamente al primo posto, dove è rimasto per otto settimane consecutive ed è rimasto in classifica per oltre otto mesi (passando, tra l'altro, sei mesi nella top 20). La longevità del brano in classifica è confermata anche dal fatto che i due singoli successivi del gruppo, Bubblin' e Curtain Falls sono entrati e usciti dalla top 50, mentre A chi mi dice rimaneva saldamente in classifica. Già dopo pochi mesi dal suo ingresso in classifica, il brano è stato certificato disco d'oro in Italia, dove è inoltre risultato il secondo singolo più venduto del 2004, alle spalle di Fuck It (I Don't Want You Back) di Eamon.
L'autore del testo Tiziano Ferro molto spesso ha cantato il pezzo nei suoi concerti ed in più di un'occasione ha anche manifestato l'intenzione di voler incidere la propria versione.
Il brano ha avuto un successo mondiale nonché in Italia durante l'estate 2004.

## Tracce
1. A chi mi dice
2. Breathe Easy (Album Edit)
3. Taste It (Live)
4. Whatever Happens
5. Breathe Easy (Remix) (feat. A-Men, J-Ax, Nate Dogg)

## Classifiche
| Classifica (2004) | Posizione massima |
| ----------------- | ----------------- |
| Francia           | 15                |
| Italia            | 1                 |

## Andamento nella classifica italiana
| ITA singles chart | ITA singles chart | ITA singles chart | ITA singles chart | ITA singles chart | ITA singles chart | ITA singles chart | ITA singles chart | ITA singles chart | ITA singles chart | ITA singles chart | ITA singles chart | ITA singles chart | ITA singles chart | ITA singles chart | ITA singles chart | ITA singles chart | ITA singles chart | ITA singles chart | ITA singles chart | ITA singles chart | ITA singles chart | ITA singles chart | ITA singles chart | ITA singles chart | ITA singles chart | ITA singles chart | ITA singles chart | ITA singles chart | ITA singles chart | ITA singles chart | ITA singles chart | ITA singles chart | ITA singles chart |
| Settimane         | 01                | 02                | 03                | 04                | 05                | 06                | 07                | 08                | 09                | 10                | 11                | 12                | 13                | 14                | 15                | 16                | 17                | 18                | 19                | 20                | 21                | 22                | 23                | 24                | 25                | 26                | 27                | 28                | 29                | 30                | 31                | 32                | 33                |
| ----------------- | ----------------- | ----------------- | ----------------- | ----------------- | ----------------- | ----------------- | ----------------- | ----------------- | ----------------- | ----------------- | ----------------- | ----------------- | ----------------- | ----------------- | ----------------- | ----------------- | ----------------- | ----------------- | ----------------- | ----------------- | ----------------- | ----------------- | ----------------- | ----------------- | ----------------- | ----------------- | ----------------- | ----------------- | ----------------- | ----------------- | ----------------- | ----------------- | ----------------- |
| Posizione         | 01                | 01                | 01                | 01                | 01                | 01                | 01                | 01                | 02                | 02                | 02                | 02                | 02                | 02                | 03                | 03                | 02                | 03                | 05                | 07                | 06                | 11                | 14                | 16                | 22                | 19                | 19                | 28                | 27                | 33                | 24                | 30                | 31                |

## Cover
Nel 2016 la canzone è interpretata da Fausto Leali in duetto con Mina, ed esce come primo singolo estratto dall'album Non solo Leali (Universal Music Group, 0602557208078).
Nel 2017 A chi mi dice compare in Singoloni, album d'esordio di Auroro Borealo.
Un'altra cover della canzone è stata eseguita dal gruppo de Il Volo nel 2019, inclusa nell'album Musica.
La cover è stata anche reinterpretata nei vari anni da alcuni ragazzi di alcune edizioni del talent show televisivo Amici di Maria De Filippi.